# Station Łaziska Śląskie
Station Łaziska Śląskie is een spoorwegstation in de Poolse plaats Łaziska.